# Petite Maman
Petite Maman è un film del 2021 scritto e diretto da Céline Sciamma.

## Trama
Nelly ha otto anni, la nonna è appena morta in una casa di riposo e lei si reca con i suoi genitori nella casa in cui sua madre Marion abitava da bambina. Quando la madre parte lasciandola sola con il padre, Nelly incontra nel bosco una bambina che sta costruendo una capanna: il suo nome è Marion.

## Distribuzione
Il film è stato presentato in anteprima nel marzo 2021 in concorso al 71º Festival internazionale del cinema di Berlino, dove NEON ne ha acquistato i diritti per la distribuzione statunitense. In Italia, il film verrà distribuito nelle sale a partire dal 21 ottobre 2021 da Teodora Film, uscendo in seguito sulla piattaforma di streaming MUBI.

## Accoglienza
Petite Maman ha ricevuto critiche positive da parte della critica. Sull'aggregatore di recensioni Rotten Tomatoes, il film riceve il 100% di recensioni professionali positive, con un voto medio di 9,20 su 10. Su Metacritic, il film riceve una valutazione di 92 su 100, basata su 8 recensioni professionali.